# Beaconsfield (Tasmanien)
Beaconsfield ist eine Stadt im Norden des australischen Bundesstaates Tasmanien. Sie liegt 40 km nördlich von Launceston über dem Westufer des Tamar River am West Tamar Highway (A7). Sie gehört zur Local Government Area West Tamar Municipality und hatte bei der letzten Volkszählung 2016 eine Bevölkerungszahl von 1.054.

## Geschichte
Der erste Europäer, der die Gegend um das heutige Beaconsfield erforschte, war im Jahre 1804 William Paterson, der eine Expedition zum Port Dalrymple anführte und die Siedlung Yorktown gründete. Das Gelände von Beaconsflield selbst wurde erst in den 1850er-Jahren besiedelt; die Siedlung hieß damals Brandy Creek. Beim Kalksteinabbau fand man 1869 Gold. Das Schürfen nach Gold begann 1877 und die Bevölkerung der Gegend wuchs beträchtlich. 1879 wurde die Stadt zu Ehren von Benjamin Disraeli, dem 1. Earl of Beaconsfield, dem damaligen Premierminister des Vereinigten Königreiches, umbenannt. Ab 1881 hieß die Zeitung von Beaconsfield Beaconsfield Tickler.
1953 war Beaconsfield die erste Stadt in Australien, in der das Trinkwasser mit Fluor versetzt wurde.

## Goldabbau in Beaconsfield
Erstmals wurde 1847 in Beaconsfield Gold entdeckt. Als der Goldrausch 1851 in Victoria und New South Wales begann, setzte die tasmanische Regierung eine Prämie für die Entdeckung eines wirtschaftlich nutzbaren Goldfeldes aus. 1877 entdeckten die Brüder William und David Dally die Decke einer abbaubaren Goldader am Osthang des Cabbage Tree Hill. Daraus wurde das bekannte Tasmanische Riff. Im Oktober 1877 verkauften die Gebrüder Dally ihrem Clain am tasmanischen Riff für 15.000 Pfund und 10 % Beteiligung an der zu gründeten Gesellschaft an William D. Grubb und William Hart.
Zum Höhepunkt des Goldrausches waren 700 Arbeiter in der Goldmine angestellt und 26 t Gold wurden gefunden.
Ein früher Siedler, Mr. Campbell beschrieb die Situation, wie folgt:

The blacks were here in those days…. On each side was nothing but thick tea tree scrub and snakes…. When the rush for gold was discovered there was only two shops, drapery and grocery but soon the little township swarmed with people. More shops, hotels, dance halls and hall were built for plays to come to the town which they did in plenty. There came circuses and the children got excited and followed to see the horses and elephants going through the town to get somewhere to camp and build their tents. Those entertainments came very often because there was plenty of money about. (dt.: Damals waren die Schwarzen hier... Überall gab es nichts Anderes als Dickicht aus Südseemyrte und Schlangen.... Am Beginn des Goldrausches gab es nur zwei Geschäfte, ein Tuchgeschäft und ein Lebensmittelgeschäft, aber bald wimmelte die kleine Stadt vor Leuten. Weitere Geschäfte, Hotels, Tanzhallen und eine Spielhalle wurden gebaut, damit Glücksspiele in die Stadt kamen, was auch in übergroßer Zahl geschah. Es kamen Zirkusse und die Kinder folgten ihnen, um die Pferde und Elefanten durch die Stadt ziehen zu sehen. Die Zirkusse suchten sich irgendwo einen Platz und stellten ihre Zelte auf. Solche Unterhaltungsgeschäfte kamen sehr oft, weil damit viel Geld zu verdienen war.)

Anfangs hieß die Stadt Brandy Creek nach der Farbe des Wassers in dem Bach, in dem erstmals Gold entdeckt wurde. Mr. Campbell erzählt weiter:

The growing civic consciousness found voice in the demand for a new name for the town and in March 1879 Brandy Creek was renamed Beaconsfield, after Lord Beaconsfield, in a ceremony conducted by Governor Weld after he rejected a suggestion that it should be named after him. (dt.: Das wachsende Selbstbewusstsein der Stadtbevölkerung schlug sich in der Forderung nach einem neuen Stadtnamen nieder und im März 1879 wurde Brandy Creek nach Lord Beaconsfield in einer von Gouverneur Weld geleiteten Zeremonie in Beaconsfield umbenannt, nachdem dieser die Benennung nach ihm zurückgewiesen hatte.)

1903 kaufte eine englische Gesellschaft die Tasmanian Gold Mining and Quartz Crushing Company und machte daraus die Tasmanian Gold Mining Company Ltd. Nachdem Wasser in den Bergwerken von Beaconsfield ein großes Problem geworden war, wurde eine beträchtliche Kapitalspritze notwendig, um geeignete Entwässerungsanlagen zu kaufen und zu betreiben. Die Gesellschaft schürfe Gold in zwei benachbarten Schächten namens Grubb und Hart. 1904 entstanden Maschinenhäuser und ein zentrales Heizhaus. Diese Gebäude beherbergen heute das Beaconsfield Mine & Heritage Centre.
Der unterirdische Goldabbau begann 1879 mit dem Abtäufen der drei Hauptschächte Hart, Main und Grubb.
Beaconsfield wurde die reichste Goldgräberstadt in Tasmanien. 1881 gab es 53 Gesellschaften in diesem Arbeitsfeld. Alle diese Gesellschaften wurden von den Eignern der Tasmania-Mine aufgekauft.
Die Goldmine wurde 1914 wegen regelmäßiger Überflutung der Schächte geschlossen, aber 1999 mit gemischtem Erfolg wieder eröffnet. Bis 1914 wurde die Mine bis zu einer Tiefe von 450 m in die Goldader getrieben und 800.000 Unzen Gold gefördert. 1982 wurde das Grubb Shaft Gold & Heritage Museum gegründet (heute Beaconsfield Mine & Heritage Centre), wo seit 1984 Ausstellungsstücke zum früheren Goldabbau zu sehen sind.
In den 1970er-Jahren bestätigte eine Probebohrung, dass sich die Goldader noch bis mindestens 200 m unterhalb der alten Grabungen fortsetzte. 1991 wurde der alte Hart-Schacht wieder eingerichtet und bis auf 160 m Tiefe ausgepumpt. 1992 wurde das Projekt nach einem Eigentümerwechsel aber wieder aufgegeben. 1993 führte man erneut Tiefbohrungen durch und seit 1994 hat das Beaconsfield Mine Joint Venture die Tiefbohrungen durchgeführt. Eine permanente Pumpstation in 181 m Tiefe senkte die Wasserstände im Schacht seit August 1995. Der Aufzug und der Schachtkopf wurden im Januar 1996 fertiggestellt und Ende 1996 war der Schacht betriebsfertig. Im Geschäftsjahr 1999/2000 baute man ein Erzverarbeitungswerk.
Im Geschäftsjahr 2004/2005 wurden 240.685 t Erz gefördert, aus dem man 3.890 kg Gold gewann.
Im Jahre 2006 waren die Eigner des Beaconsfield Mine Joint Venture (BMJV) die Allstate Group mit 51,51 % Anteil und die Beaconsfield Gold Group mit 48,49 % Anteil. Allstate führt die Geschäfte des BMJV und stellt das Personal.

### Bergwerksunglück im April 2006
Am Dienstag, dem 25. April 2006 führte ein kleines Erdbeben zu einem Schachteinsturz im Goldbergwerk von Beaconsfield. 14 Bergleute konnten sich retten, ein Bergmann, Larry Knight, wurde getötet, und die verbleibenden zwei Bergleute, Todd Russell und Brant Webb, wurden auf einer Sohle in ca. 1.000 m Tiefe eingeschlossen. Fünf Tage später, am Sonntag, den 30. April 2006, fand man die beiden Verschütteten lebend. Die Rettung der beiden dauerte noch bis Dienstag, den 9. Mai 2006.
Im September 2007 brachten die Foo Fighters zur Erinnerung an diese Ereignisse die Ballad of the Beaconsfield Miners auf ihrem Album Echoes, Silence, Patience & Grace heraus.

## Persönlichkeiten
- Bernard Sulzberger (* 1983), Radrennfahrer